# Julián Ruete
Julián Ruete Muniesa (Madrid, 29 de enero de 1887 - Barcelona, 15 de marzo de 1939) fue jugador, árbitro, entrenador y directivo de fútbol en España a comienzos del siglo XX.

## Trayectoria
Nació a comienzos de 1887 en Madrid, ciudad en la que desarrollaría una amplia trayectoria ligada al fútbol.
Entre 1904 y 1910 fue jugador, socio y secretario de la Junta Directiva del Madrid Foot-Ball Club, equipo que abandonó para formar parte del Athletic de Madrid (equipo vinculado al Athletic Club de Bilbao). Jugaba como centrocampista.
En 1912, fue elegido por primera vez Presidente del Atlético de Madrid, cargo que mantuvo hasta 1919. En dicho período, el Atlético estrenaría un nuevo campo, el de O'Donnell (inaugurado en 1913), y avanzó notablemente en su independencia con respecto al Athletic de Bilbao. 
Tras dos años apartado de la presidencia, en 1921 fue elegido nuevamente, permaneciendo en el cargo hasta 1923. En este segundo mandato, el club fue campeón regional y subcampeón de España, y pasó a jugar sus partidos en el Stadium Metropolitano.
Además de su relación con el Atlético de Madrid, Ruete fue mucho más allá en su vinculación con el mundo del fútbol. Fue árbitro, y llegó a presidir el Comité Nacional de Árbitros. Igualmente fue directivo de la Real Federación Española de Fútbol.
También ejerció como técnico, entrenando al Atlético y al Nacional y ejerciendo de secretario técnico del Club Deportivo Castellón.
Entre 1921 y 1922 fue Seleccionador Nacional, dirigiendo a España en cuatro partidos que terminaron con victoria.
Falleció en Barcelona en marzo de 1939.

## Palmarés

### Campeonatos nacionales
| Título       | Club          | País   | Año  |
| ------------ | ------------- | ------ | ---- |
| Copa del Rey | Athletic Club | España | 1911 |